# 12471 Larryscherr
12471 Larryscherr è un asteroide della fascia principale. Scoperto nel 1997, presenta un'orbita caratterizzata da un semiasse maggiore pari a 2,4369742 UA e da un'eccentricità di 0,2102294, inclinata di 2,40404° rispetto all'eclittica.